# Герст, Вадим Михайлович
Вадим Михайлович Герст — советский инженер, лауреат Сталинской премии.

## Биография
Родился 03.04.1911 в Ленинграде.
В 1941—1953 годах главный инженер завода № 7 имени М. В. Фрунзе.
В 1950-е годы директор Ленинградского Дома научно-технической пропаганды. В 1960-е и 1970-е годы начальник Ленинградского Центрального бюро технической информации.
Доцент.

## Научные труды
- Скоростная обработка металлов на машиностроительном заводе [Текст] / В. М. Герст и П. И. Попов. — Москва ; Ленинград : [Ленингр. отд-ние] и 1-я тип. Машгиза, 1948 (Ленинград). — 92 с. : ил.; 20 см. — (Технология машиностроения. Станки и обработка металлов резанием).
- Ленинград — город технического прогресса [Текст] / Б. В. Бочин, В. М. Герст. — Ленинград : Лениздат, 1957. — 146 с. : ил.; 23 см.
- Приспособления для металлорежущих станков [Текст] / М. А. Ансеров, В. М. Герст. — Москва ; Ленинград : Машгиз. [Ленингр. отд-ние], 1956. — 186 с., 1 л. черт. : ил.; 22 см. — (Обзор зарубежной техники).
- Производство — на поток! [Текст] : [Ленингр. предприятия]. — Ленинград : Лениздат, 1961. — 82 с. : ил.; 20 см.
- Пути и методы сокращения вспомогательного времени [Текст]. — Ленинград : Лениздат, 1960 [вып. дан. 1961]. — 166 с., 2 л. ил. : ил.; 22 см.
- Научная организация труда [Текст] : Опыт машино- и приборостроит. предприятий / В. М. Герст, Е. И. Ероненкова. — Ленинград : Машиностроение. [Ленингр. отд-ние], 1971. — 176 с. : ил.; 21 см.
- Как улучшить использование металлорежущего оборудования [Текст]. — Ленинград : Лениздат, 1968. — 103 с., 1 отд. л. черт. : ил.; 20 см.
- Герст В. М., Ероненкова Е. И. Научная организация труда. Опыт машино- и приборостроительных предприятий Москва Машиностроение 1971 г. 176 с.

## Награды и звания
Сталинская премия 1948 года — за создание новых образцов артиллерийского вооружения (85-мм казематная пушка ЗИФ-26).
Награждён орденом Отечественной войны I степени (22.02.1945), медалями «За оборону Ленинграда» (22.12.1942), «За доблестный труд в Великой Отечественной войне 1941—1945 гг.» (06.06.1945).